# Paglesham
Paglesham – civil parish w Anglii, w hrabstwie Essex, w dystrykcie Rochford. Leży 27 km na południowy wschód od miasta Chelmsford i 65 km na wschód od Londynu. W 2011 roku civil parish liczyła 246 mieszkańców. Paglesham jest wspomniana w Domesday Book (1086) jako Pachesham.